# S Ori 52
S Ori 52 è una nana bruna, o pianeta interstellare nella costellazione di Orione, con spettro di classe L. Questo è stato il primo oggetto osservato con il W. M. Keck Observatory nel Mauna Kea.